# Ciudades de Japón

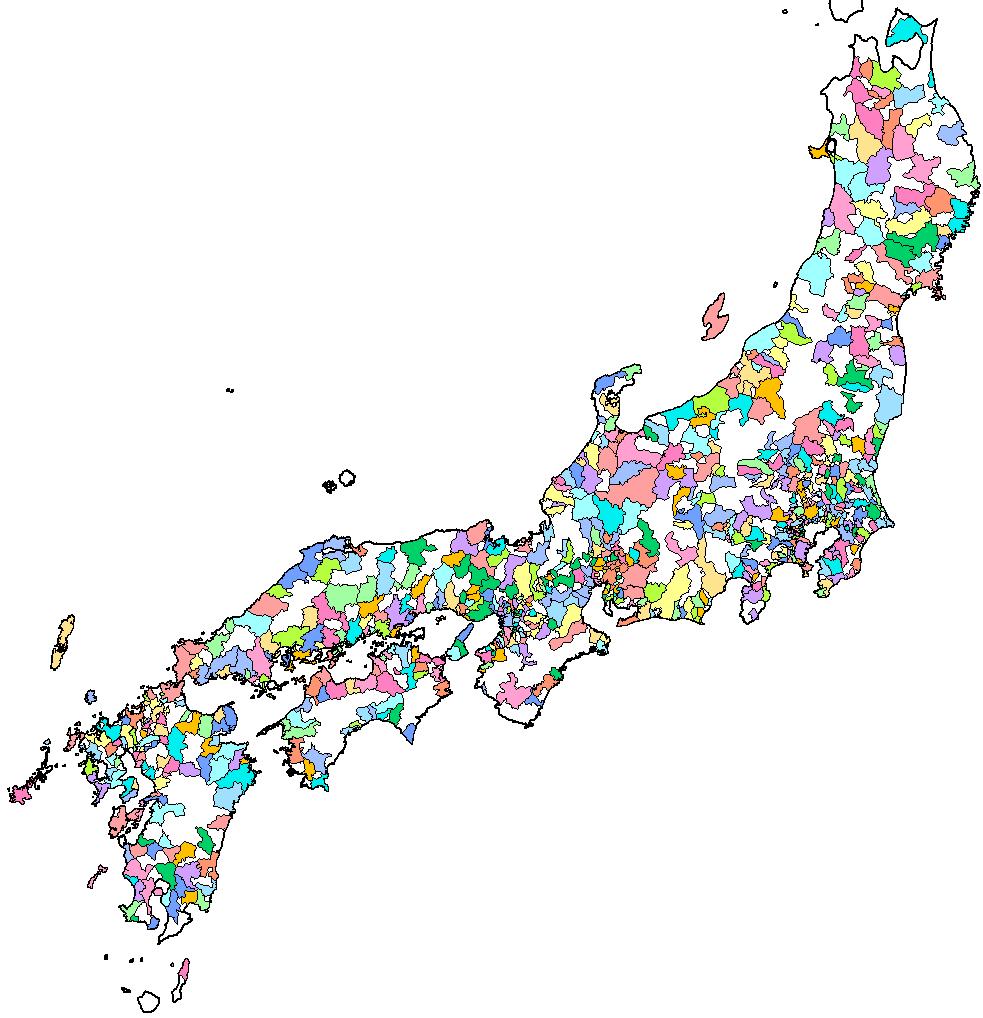
Mapa de las ciudades de Japón.

En Japón, una ciudad (市 shi?) es una unidad local administrativa. Las ciudades se encuentran en el mismo nivel administrativo que los pueblos (町 machi?) y las villas (村 mura?), con la diferencia de que no son parte de un distrito (郡 gun?). Como cualquier otra unidad administrativa contemporánea, están definidas por la Ley de Autonomía Local de 1947.

## Estado de las ciudades
Generalmente, el estado de una villa o pueblo puede promoverse al de ciudad cuando su población se incremente por encima de 50.000 habitantes. El estado de una ciudad puede ser (pero no necesariamente será) degradada al de una villa o pueblo cuando su población se encuentre por debajo de los 50.000 habitantes. La ciudad menos poblada, Utashinai (Hokkaidō), tiene una población de tan solo 3500 habitantes, mientras que el pueblo de Otofuke, en la misma prefectura tiene una población de casi 40.000 habitantes. Ciudades grandes de al menos 200.000 habitantes pueden alcanzar uno de los tres estados especiales: ciudad especial, ciudad-núcleo o ciudad designada.
Bajo la "Ley de Provisiones Especiales concernientes a la Fusión de Municipalidades" (市町村の合併の特例等に関する法律?   Act No. 59 de 2004), el requisito de 500.000 habitantes se ha cambiado a 30 000 si dicha población se reúne como resultado de una unión de pueblos o villas para la disminución de los costos administrativos. Muchos municipios obtuvieron el estado de ciudad bajo esta resolución.

## Metrópolis de Tokio
La capital de Japón, Tokio, es por ley una unidad administrativa especial llamada to (都?) que tiene autoridad equivalente al de una prefectura y por lo tanto se lista como una de las 47 prefecturas de Japón. Su nombre oficial es Metrópolis de Tokio, está gobernada por el Gobierno Metropolitano de Tokio y tiene ciudades incorporadas bajo su jurisdicción. Cada una de las 23 regiones especiales de Tokio es legalmente equivalente a una ciudad.

## Ciudades más importantes
- Oita
- Hiroshima
- Kōbe
- Kioto
- Nagasaki
- Nagoya
- Osaka
- Sapporo
- Sendai
- Yokohama
- Tokio

## Áreas metropolitanas
| Nombre | Población                                                 |
| ------ | --------------------------------------------------------- |
| Tokio  | 34.900.000 incl. prefecturas de Kanagawa, Saitama y Chiba |
| Osaka  | 18.000.000 incl. Kōbe, Kioto                              |